# Boyjeva ploskev
Boyjeva ploskev je imerzija (potopitev, ugreznjenje) realne projektivne ravnine v trirazsežni prostor. 
Ploskev je leta 1901 odkril nemški matematik in fizik Werner Boy (1879 – 1914) po nasvetu nemškega matematika Davida Hilberta (1862 – 1943). 
Boyjeva ploskev nima robov in ima samo eno stran. Podobna je Kleinovi steklenici, čeprav je od nje topološko različna. Topološko je ekvivalentna rimski ploskvi in stisnjenemu torusu. Ti dve ploskvi nimata singularnosti, ampak sekata samo sebe. Boyjeva ploskev je neorientabilna. Boyjevo ploskev dobimo tudi tako, da pritrdimo Möbiusov trak na rob diska .
Mnogo lažje si predstavljamo Kleinovo steklenico kot pa Boyjevo ploskev. Vsak meridian Boyjeve ploskve je središčna črta ozkega Möbiusovega traku.
Ekvator Boyjeve ploskve je drugačna oblika običajnega Möbiusovega traku. Ta trak bi bil trikrat polovično zasukan in ne samo enkrat, tako kot pri običajnem Möbiusovem traku .

## Nastanek Boyjeve ploskve
Na naslednji sliki je prikazan nastanek Boyjeve ploskve.

## Parametrična enačba
Boyjevo ploskev lahko parametriziramo na več načinov. Enega izmed načinov sta izdelala Rob Kusner in Robert Bryant. Parametrična oblika Boyjeve ploskve je za dano kompleksno število {\displaystyle z\,}, katerega velikost je manjša ali enaka 1:
{\displaystyle g_{1}=-{3 \over 2}\mathrm {Im} \left({z(1-z^{4}) \over z^{6}+{\sqrt {5}}z^{3}-1}\right),}
{\displaystyle g_{2}=-{3 \over 2}\mathrm {Re} \left({z(1+z^{4}) \over z^{6}+{\sqrt {5}}z^{3}-1}\right),}
{\displaystyle g_{3}=\mathrm {Im} \left({1+z^{6} \over z^{6}+{\sqrt {5}}z^{3}-1}\right)-{1 \over 2},}
{\displaystyle g=g_{1}^{2}+g_{2}^{2}+g_{3}^{2},}
kjer je z
{\displaystyle \mathrm {Re} (\dots )} je označen realni del kompleksnega števila
{\displaystyle \mathrm {Im} (\dots )} je označen imaginarni del kompleksnega števila
razen tega pa velja še
{\displaystyle X={g_{1} \over g},}
{\displaystyle Y={g_{2} \over g},}
{\displaystyle Z={g_{3} \over g},}
z X, Y in Z so označene kartezične koordinate točk na površini Boyjeve ploskve.
To parametrizacijo imenujemo tudi Bryant-Kusnerjeva parametrizacija.
Boyjeva ploskev je tako cela družina ploskev.
Če v tej parametrični obliki enačbe zamenjamo {\displaystyle z\,} z njegovo konjugirano-kompleksno vrednostjo {\displaystyle -{1 \over z^{\star }},}, potem ostanejo funkcije {\displaystyle g_{1}}, {\displaystyle g_{2}} in {\displaystyle g_{3}}, nespremenjene.

## Enačba Boyjeve ploskve[3]
Kot običajno za neorientabilne ploskve (kar tudi projektivna ravnina je) lahko s tremi homogenimi polinomi določimo s preslikavo
{\displaystyle f=(f_{1}(x,y,z),f_{2}(x,y,z),f_{3}(x,y,z)):\mathbb {R} ^{3}\to \mathbb {R} ^{3}\,}.
Trije homogeni polinomi so:    
{\displaystyle f_{1}(x,y,z)=1/2[(2x^{2}-y^{2}-z^{2})(x^{2}+y^{2}+z^{2})+2yz(y^{2}-z^{2})+zx(x^{2}-z^{2})+xy(y^{2}-x^{2})]\,}
{\displaystyle f_{2}(x,y,z)={\sqrt {3}}/2[(y^{2}-z^{2})(x^{2}+y^{2}+z^{2})+zx(z^{2}-x^{2})+xy(y^{2}-x^{2})\,}
{\displaystyle f_{3}(x,y,z)=1/8(x+y+z)[{(x+y+z)}^{3}+4(y-x)(z-y)(x-z)]\,}.
Parametrizacija v {\displaystyle \mathbb {R} ^{3}\,} se lahko piše tudi kot 
{\displaystyle x={\frac {{\sqrt {2}}\cos ^{2}v\cos(2u)+\cos u\sin(2v)}{2-{\sqrt {2}}\sin(3u)\sin(2v)}}\,}
{\displaystyle y={\frac {{\sqrt {2}}\cos ^{2}v\sin(2u)+\cos u\sin(2v)}{2-{\sqrt {2}}\sin(3u)\sin(2v)}}}
{\displaystyle z={\frac {3\cos ^{2}v}{2-{\sqrt {2}}\sin(3u)\sin(2v)}}\,}
Za u v intervalu {\displaystyle [-\pi /2,\pi /2]\,} in za v intervalu {\displaystyle [0,\pi ]\,}.

## Simetrija Boyjeve ploskve
Boyjeva ploskev ima trikratno simetrijo. To pomeni, da nam vsak obrat za 120° okoli osi da ploskev, ki izgleda enako. Boyjevo ploskev lahko razrežemo na tri skladne kose.